# Cousins (bài hát)
"Cousins" là một bài hát của ban nhạc indie rock Mỹ Vampire Weekend từ album phòng thu thứ hai của ban nhạc, Contra. Nó được thu âm ở Thành phố México và ra mắt vài ngày sau đó tại Guadalajara. Bài hát được phát hành như đĩa đơn vào ngày 17 tháng 11 năm 2009.

## Video âm nhạc
Video âm nhạc của bài hát, đạo diễn bởi Garth Jennings, ra mắt trên MTVu vào ngày 19 tháng 11 năm 2009.
Video gồm các hình ảnh các thành viên ban nhạc biểu diễn ở một con hẻm dài. Trong suốt bài hát, các thành viên ban nhạc lần lượt đứng trên một cái xe di chuyển lên xuống đường ray. Cuối video, hoa giấy rơi xung quanh họ trên hẻm.
Stereogum mô tả video là "nhanh, kỳ quặc, và không thể đoán trước nhưng không phải không hài hước".

## Danh sách bài hát
| STT | Nhan đề                     | Thời lượng |
| --- | --------------------------- | ---------- |
| 1.  | "Cousins"                   | 2:25       |
| 2.  | "California English, Pt. 2" | 2:59       |

## Bảng xếp hạng
| BXH (2010)                     | Vị trí cao nhất |
| ------------------------------ | --------------- |
| UK Singles Chart               | 39              |
| UK Indie Chart                 | 3               |
| US Billboard Alternative Songs | 18              |
| US Billboard Rock Songs        | 25              |